# Mouazé
Mouazé település Franciaországban, Ille-et-Vilaine megyében. Lakosainak száma 1728 fő (2022. január 1.). Mouazé Saint-Sulpice-la-Forêt, Betton, Chasné-sur-Illet, Chevaigné és Saint-Aubin-d’Aubigné községekkel határos.

## Népesség
A település népességének változása:
| Lakosok száma | 388  | 723  | 809  | 976  | 1212 | 1395 | 1586 | 1718 | 1761 | 1728 |
|               | 1968 | 1982 | 1990 | 2006 | 2013 | 2015 | 2017 | 2019 | 2020 | 2022 |